# Barberá Rookies 2021
Questa voce raccoglie le informazioni riguardanti i Barberá Rookies nelle competizioni ufficiali della stagione 2021.

## Maschile

### LNFA Serie B 2021

#### Stagione regolare
| Barberà del Vallès 16 gennaio 2021, ore 16:00 2ª giornata | Barberá Rookies | 16 – 34 referto | L'Hospitalet Pioners | Instal·lacions de Can Llobet |

| Alicante 31 gennaio 2021, ore 12:00 3ª giornata | Alicante Sharks | 19 – 38 referto | Barberá Rookies | Estadio Municipal de Atletismo |

| Barberà del Vallès 13 febbraio 2021, ore 16:00 4ª giornata | Barberá Rookies | 21 – 0 referto | Alicante Sharks | Instal·lacions de Can Llobet |

| L'Hospitalet de Llobregat 27 febbraio 2021, ore 15:00 5ª giornata | L'Hospitalet Pioners | 54 – 35 referto | Barberá Rookies | Stadio de la Feixa Llarga |

| Catarroja 13 marzo 2021, ore 17:00 6ª giornata | Valencia Giants | 13 – 49 referto | Barberá Rookies | Polideportivo Municipal |

| Barberà del Vallès 27 marzo 2021, ore 16:00 7ª giornata | Barberá Rookies | 32 – 18 referto | Valencia Firebats | Instal·lacions de Can Llobet |

#### Playoff
| Alcobendas 16 maggio 2021, ore 11:00 Semifinale | Alcobendas Cavaliers | 21 – 28 referto | Barberá Rookies | Estadio José Caballero |

| L'Hospitalet de Llobregat 29 maggio 2021, ore 17:00 Finale | Barberá Rookies | 21 – 24 referto | L'Hospitalet Pioners | Complex Esportiu L'Hospitalet Nord |

### Statistiche di squadra
| Competizione      | %Vittorie | In casa | In casa | In casa | In casa | In casa | In casa | In trasferta | In trasferta | In trasferta | In trasferta | In trasferta | In trasferta | Totale | Totale | Totale | Totale | Totale | Totale |
| Competizione      | %Vittorie | G       | V       | N       | P       | Pf      | Ps      | G            | V            | N            | P            | Pf           | Ps           | G      | V      | N      | P      | Pf     | Ps     |
| ----------------- | --------- | ------- | ------- | ------- | ------- | ------- | ------- | ------------ | ------------ | ------------ | ------------ | ------------ | ------------ | ------ | ------ | ------ | ------ | ------ | ------ |
| Stagione regolare | .667      | 3       | 2       | 0       | 1       | 69      | 52      | 3            | 2            | 0            | 1            | 122          | 86           | 6      | 4      | 0      | 2      | 191    | 138    |
| Playoff           | .500      | 1       | 0       | 0       | 1       | 21      | 24      | 1            | 1            | 0            | 0            | 28           | 21           | 2      | 1      | 0      | 1      | 49     | 45     |
| Totale            | .625      | 4       | 2       | 0       | 2       | 90      | 76      | 4            | 3            | 0            | 1            | 150          | 107          | 8      | 5      | 0      | 3      | 240    | 183    |

## Femminile

### LNFA Femenina 9×9 2021

#### Stagione regolare
| Barberà del Vallès 23 gennaio 2021, ore 16:00 2ª giornata | Barberá Rookies | 34 – 6 | Barcelona Búfals | Instal·lacions de Can Llobet |

| Barcellona 19 giugno 2021, ore 19:30 Recupero 1ª giornata | Barcelona Búfals | 6 – 34 referto | Barberá Rookies | Camp de Futbol de la Barceloneta |

### LNFA Femenina 7×7 2021

#### Stagione regolare
| El Burgo de Ebro 6 febbraio 2021, ore 16:00 2ª giornata | Zaragoza Hurricanes | 0 – 54 referto | Barberá Rookies | Campo Municipal |

| Barberà del Vallès 20 febbraio 2021, ore 16:00 3ª giornata | Barberá Rookies | 38 – 0 referto | Badalona Dracs | Instal·lacions de Can Llobet |

| Valencia 7 marzo 2021, ore 12:00 4ª giornata | Valencia Firebats | 0 – 39 referto | Barberá Rookies | Estadio Municipal Jardín del Turia |

| Barberà del Vallès 10 aprile 2021, ore 17:00 6ª giornata | Barberá Rookies | 46 – 20 referto | Barcelona Búfals | Instal·lacions de Can Llobet |

| Barberà del Vallès 24 aprile 2021, ore 16:00 7ª giornata | Barberá Rookies | 62 – 7 referto | Zaragoza Hurricanes | Instal·lacions de Can Llobet |

| Badalona 9 maggio 2021, ore 11:00 8ª giornata | Badalona Dracs | 0 – 51 referto | Barberá Rookies | Camp Municipal de Montigalà |

#### Playoff
| Barberà del Vallès 15 maggio 2021, ore 17:00 Semifinale | Barberá Rookies | 51 – 12 referto | Osos de Rivas | Instal·lacions de Can Llobet |

| Las Rozas de Madrid 29 maggio 2021, ore 17:00 Finale | Barberá Rookies | 24 – 51 referto | Las Rozas Black Demons | Estadio de La Dehesa de Navalcarbón |

### Statistiche di squadra
| Competizione          | %Vittorie | In casa | In casa | In casa | In casa | In casa | In casa | In trasferta | In trasferta | In trasferta | In trasferta | In trasferta | In trasferta | Totale | Totale | Totale | Totale | Totale | Totale |
| Competizione          | %Vittorie | G       | V       | N       | P       | Pf      | Ps      | G            | V            | N            | P            | Pf           | Ps           | G      | V      | N      | P      | Pf     | Ps     |
| --------------------- | --------- | ------- | ------- | ------- | ------- | ------- | ------- | ------------ | ------------ | ------------ | ------------ | ------------ | ------------ | ------ | ------ | ------ | ------ | ------ | ------ |
| Stagione regolare a 9 | 1.000     | 1       | 1       | 0       | 0       | 34      | 6       | 1            | 1            | 0            | 0            | 34           | 6            | 2      | 2      | 0      | 0      | 68     | 12     |
| Stagione regolare a 7 | 1.000     | 3       | 3       | 0       | 0       | 146     | 27      | 3            | 3            | 0            | 0            | 144          | 0            | 6      | 6      | 0      | 0      | 290    | 27     |
| Playoff a 7           | .500      | 2       | 1       | 0       | 1       | 75      | 63      | 0            | 0            | 0            | 0            | 0            | 0            | 2      | 1      | 0      | 1      | 75     | 63     |
| Totale                | .900      | 6       | 6       | 0       | 0       | 255     | 96      | 4            | 4            | 0            | 0            | 178          | 6            | 10     | 9      | 0      | 1      | 433    | 102    |